# Robben Island
Robben Island (en anglais) ou Robbeneiland (en afrikaans) est une île d'Afrique du Sud, située au large du Cap, à 6,9 km à l'ouest de la côte de Bloubergstrand.
Inscrite sur la liste du patrimoine mondial de l'UNESCO en 1999, Robben Island a été utilisée comme prison, léproserie, hôpital psychiatrique et poste militaire de défense. Au XXe siècle, les opposants noirs au régime d'apartheid, condamnés à de longues peines, y furent internés dont trois futurs présidents sud-africains (Nelson Mandela, Kgalema Motlanthe et Jacob Zuma).

## Toponymie
Son nom d'« île aux Phoques » (en néerlandais ou afrikaans, Robben signifie « phoques ») provient du fait qu'il y a un grand nombre de ces mammifères dans les eaux entourant l'île.

## Géographie
De forme ovale, Robben Island mesure 3,3 km de long et 1,9 km de large pour une superficie de 5,07 km2. L'île est composée de roches métamorphiques précambriennes appartenant au Groupe de Malmesbury.

## Histoire

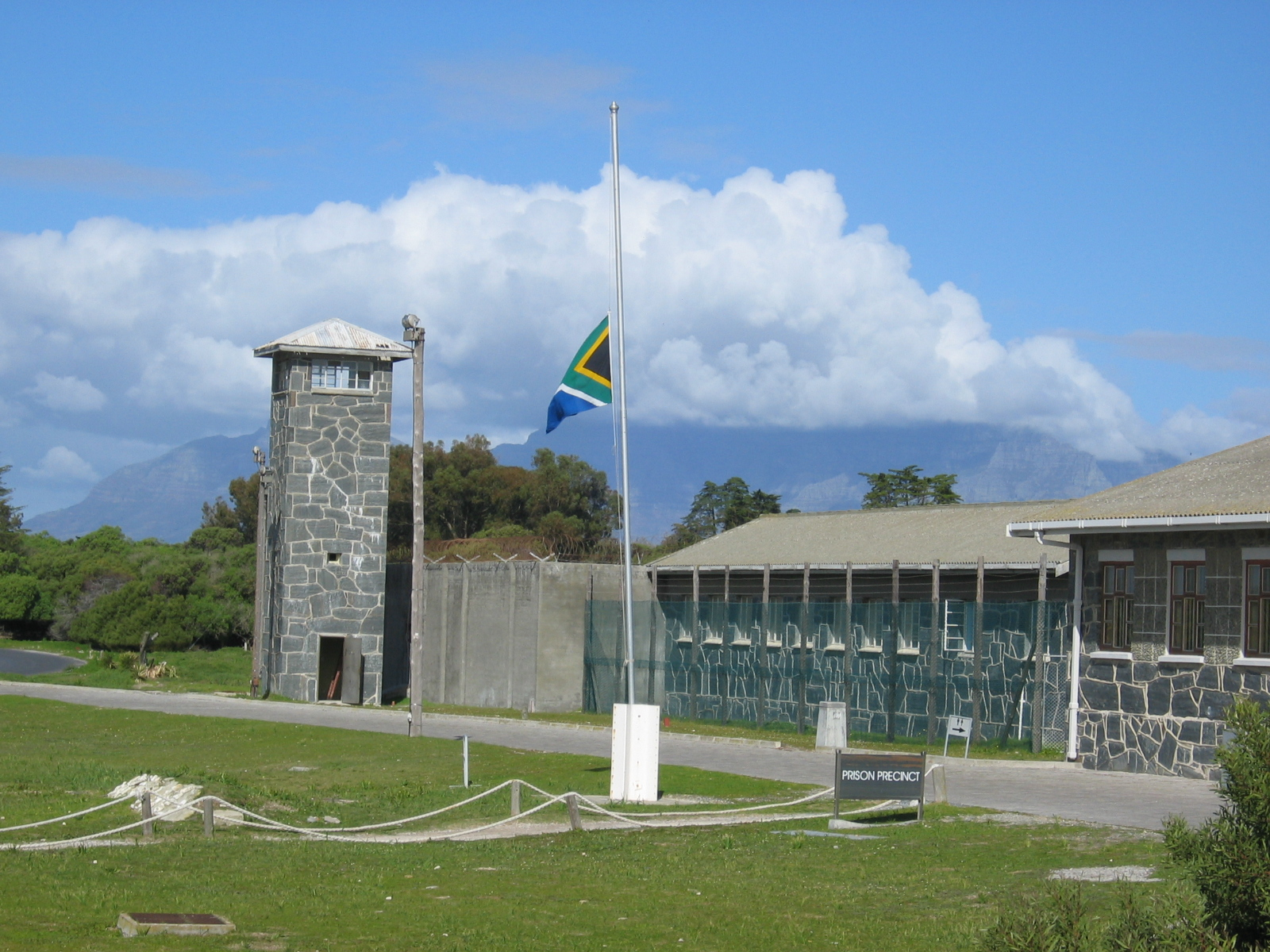
Entrée de la prison de Robben Island.

L'île fut pour la première fois répertoriée par les Européens en 1498, lorsque la flotte de Vasco de Gama atteint le cap de Bonne-Espérance.

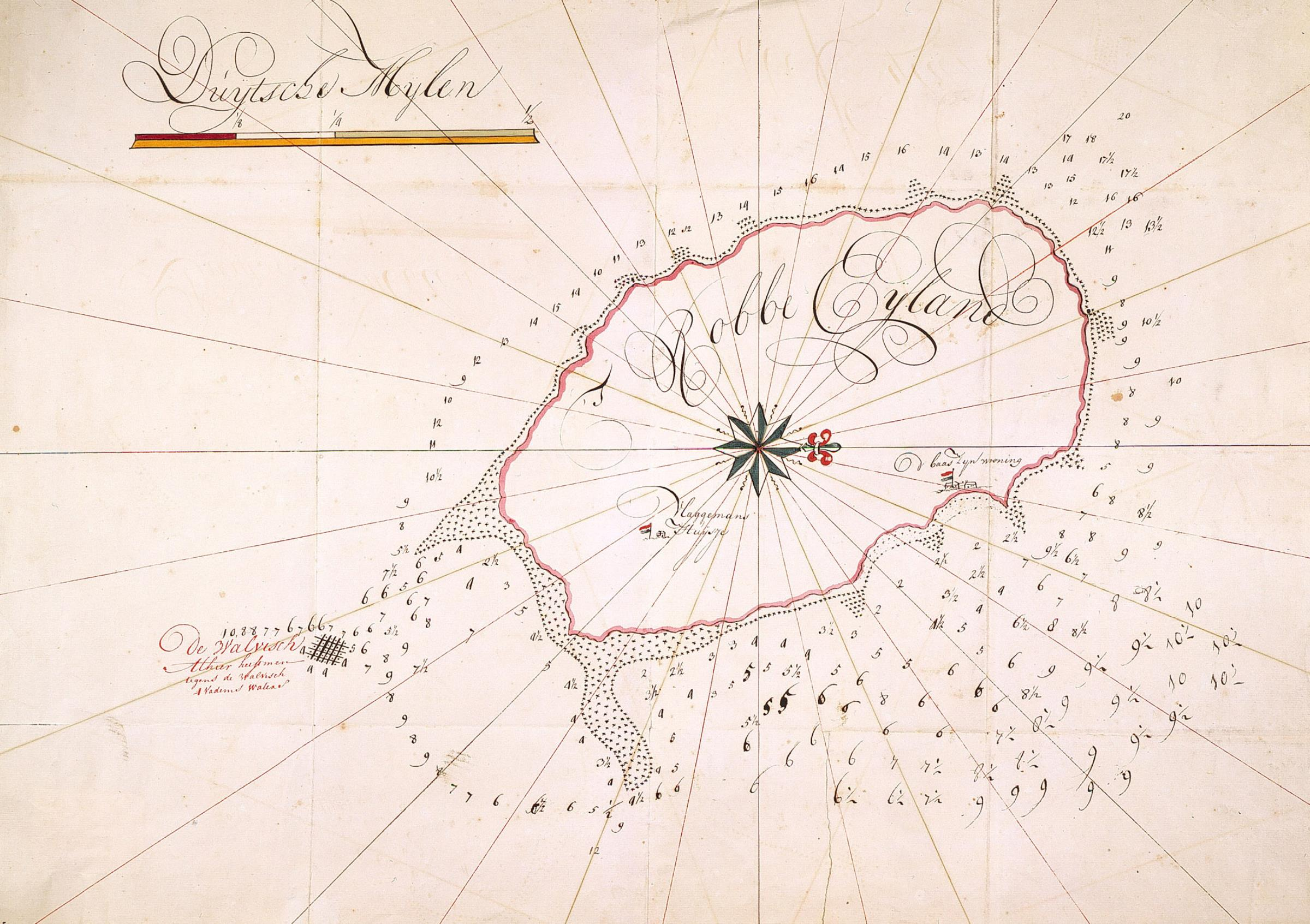
Carte néerlandaise de l'ile, environ 1731.

À partir de 1658, Robben Island est utilisée comme prison par les premiers colons hollandais, débarqués au Cap 6 ans plus tôt. Le chef Khoi, Harry Strandloper, est le premier détenu sur l'île. Plusieurs autres personnes y seront détenues jusqu'en 1795, non seulement des condamnés africains de droit commun mais aussi des natifs des colonies néerlandaises d'Asie du Sud-Est, comme celle de Batavia, condamnés à l'exil et déportés en Afrique par les autorités hollandaises.
De 1771 à 1790, l'île est utilisée également comme station de quarantaine.
De 1795 à 1802, les troupes britanniques qui occupent Le Cap s'en servent comme prison militaire, principalement des blancs néerlandais, et pour les condamnés de droit commun avant de retourner brièvement sous le contrôle des autorités bataves.
De 1806 à 1842, les autorités britanniques de la colonie du Cap, qui ont définitivement succédé aux autorités néerlandaises, redonnent à Robben Island sa vocation de prison militaire et de droit commun. En 1819, lors de la cinquième guerre cafre, les autorités britanniques y internent notamment un prophète et chef rebelle xhosa, Makana Nxele, condamné à la prison à vie sur l'île. Il se noiera dans les eaux de la baie de la Table lors de sa tentative de fuite pour regagner les rives du plateau continental.
Au début des années 1845, l'île est réaffectée en centre psychiatrique pour lunatiques (jusqu'en 1921) et en hôpital pour lépreux (jusqu'en 1931) à la suite du transfert de la colonie de lépreux Hemel-en-Aarde située auparavant à Caledon. Robben island présente l'avantage d'être à la fois isolée, pour éviter les contaminations, mais aussi peut bénéficier d'un environnement sain pour les cures. Initialement, les admissions se font sur la base du volontariat mais à partir de 1892, elles ne sont plus volontaires, et les mouvements des lépreux sont limités. Avant 1892 le nombre moyen d'admis par an était de 25 personnes, mais en 1892 ce nombre augmente à 338 et à plus de 250 en 1893. Parallèlement, Robben Island continue d'être utilisée comme prison militaire et pour les droits communs.
Durant la Seconde Guerre mondiale, l'île fut fortifiée et des armes furent installées assurant une partie de la défense du Cap. Après la guerre, elle devient terrain d'entraînement et en 1951 est attribuée au South African Marine Corps (la South African Navy). En 1959, elle est transférée au département des prisons pour y ériger un centre pénitentiaire de sécurité maximale.
Robben Island devient en 1961 une prison de sécurité maximale pour des condamnés à de longues peines (de dix ans à perpétuité), notamment pour les membres de l'ANC et les mouvements de lutte contre l'apartheid. Nelson Mandela y fut détenu pendant près de 17 ans, à partir de 1964, avant d'être transféré à la prison de Pollsmoor en 1982 puis à celle de Victor Verster en 1986, près de Paarl. Le futur président Jacob Zuma y fut emprisonné dix ans.
En 1996, Robben Island cesse définitivement ses fonctions de centre pénitentiaire pour devenir l'année suivante un musée national.
Aux élections générales sud-africaines de 2009, l'Alliance démocratique remporte la circonscription comprenant l'île de Robben Island.
En 2020, le Musée de Robben Island, ancienne prison de Nelson Mandela, accueille chaque année 350 000 visiteurs. « Elle représente aujourd'hui, pour les sud-africains, un symbole de lutte et de victoire contre le régime raciste de l’apartheid ».

## Détenus notables
- Massavana[5], meneur de la mutinerie des esclaves du Meermin en février 1766
- Patrick Chamusso, militant du Congrès national africain
- Nceba Faku, militant du Congrès national africain et futur maire de la métropole de Port Elizabeth
- Ahmed Kathrada, militant du Congrès national africain
- Mosiuoa Lekota, militant du Congrès national africain, futur président du Congrès du Peuple
- Nelson Mandela, Président du Congrès national africain et futur président de l'Afrique du Sud (1994-1999)
- Amos Masondo, militant du Congrès national africain et futur maire de la municipalité de Johannesburg
- Govan Mbeki, militant du Congrès national africain et père du futur président Thabo Mbeki. Condamné à la prison à perpétuité, il fut gracié en 1987.
- Nongqawuse, ses prophéties millénaristes sont à l'origine de la famine de 1856-1857 qui ravagea le peuple Xhosa
- Joe Seremane, futur président de l'Alliance démocratique
- Tokyo Sexwale, militant du Congrès national africain et futur homme d'affaires
- Walter Sisulu, militant du Congrès national africain
- Robert Sobukwe, président fondateur du Congrès panafricain d'Azanie
- Andimba Toivo ya Toivo, activiste de la SWAPO
- Jacob Zuma, militant du Congrès national africain et ancien président de l'Afrique du Sud

## Personnel notable
- Christo Brand, gardien
- James Gregory, gardien

## Film
- Goodbye Bafana (2007) : une grande partie du film, relatant la détention de Mandela vue par son geôlier, s'y déroule.
- Invictus (2010) : Robben Island y est brièvement évoqué.
- Mandela : Un long chemin vers la liberté, film biographique britannico-sud-africain réalisé par Justin Chadwick, sorti en 2013
- Le film documentaire Les Révoltés du « Meermin » (Pays-Bas 2010) de Joe Kennedy et Nic Young
- The Killing of the Imam, film de khalid Shamis en 2010. En 1969, l’imam Abdullah Haron fut enfermé et tué en détention au Cap.